# Двусторонне-симметричные
Двусторо́нне-симметри́чные, или билатера́льные, или билате́рии (лат. Bilateria), — таксон, включающий настоящих многоклеточных животных, характеризующихся наличием передне-задней оси тела, систем органов и чётко определённой или истинной эндодермальной мезодермой.
Билатеральные — огромная группа, к которой относится почти 99 % описанных видов животных. Известны всего четыре современных типа животных, не относящихся к билатериям: губки (8000 видов), стрекающие (11000 видов), гребневики (150 видов) и пластинчатые (всего 3 вида). Все остальные животные (28 типов, около 1,6 млн описанных видов) относятся к двусторонне-симметричным.
Характерная особенность строения большинства Bilateria — двусторонняя симметрия, при которой тело организма можно разделить на левую и правую половины, зеркально повторяющие друг друга. На основе генетических и биохимических исследований эта группа считается монофилетической, то есть все двусторонне-симметричные организмы имели общего эволюционного предка. В то же время у представителей некоторых групп Bilateria двусторонняя симметрия может нарушаться и даже полностью утрачиваться, что наблюдается, например, в некоторой асимметрии внешнего и, особенно, внутреннего строения человека (в неравном развитии мускулатуры, положении сердца, печени и многих других внутренних органов). Один из наиболее известных случаев утраты двусторонней симметрии — поздние личиночные и взрослые стадии иглокожих, расположение систем органов которых глубоко асимметрично или даже приобретает характер радиальной симметрии.
Другие особенности билатерий:
- Сложная нервная система, как правило объединённая в цепочку или тяж. У животных, не относящихся к билатеральным, нервной системы или нет вообще (губки и пластинчатые), или она устроена гораздо примитивнее, так называемая диффузная нервная система (стрекающие и гребневики).
- Сквозной кишечник в виде трубки, с однонаправленным движением пищи от рта к анальному отверстию. У небилатерий если кишечник вообще есть, то однонаправленного потока пищи в нем никогда не бывает, непереваренные остатки пищи удаляются через рот.
- Три зародышевых листка: эктодерма, энтодерма и мезодерма. У животных, не относящихся к билатериям, зародышевые листки либо вообще не выделяются (губки, пластинчатые), либо их только два — эктодерма и эндодерма. Поэтому иногда билатерий относят к трехслойным животным, а всех остальных — к двухслойным. Из мезодермы развиваются мышцы, поэтому билатерии способны к гораздо более активным и разнообразным движениям[4].

## Механизм формирования двусторонней симметрии
Хотя конкретные механизмы могут существенно отличаться друг от друга, общий принцип формирования двусторонней симметрии в процессе онтогенеза у различных Bilateria не претерпел принципиальных изменений со времени жизни их последнего общего предка, то есть на протяжении уже около 700 млн лет. Как и все процессы дифференцировки клеток, он происходит за счёт экспрессии гомеозисных генов, в результате которой в растущем организме возникает определённый градиент концентрации гомеозисных белков, играющих роль морфогенов. В зависимости от концентрации белков-морфогенов в клетках происходит «включение» или «выключение» определённых генов (набор генов одинаков во всех клетках организма, кроме половых, однако далеко не все гены «включены» в данный момент, что и создаёт возможность для существования в рамках одного организма различных типов клеток), «запускающее» ту или иную «программу» их развития и, соответственно, формирование тех или иных структур. Разница в концентрации белков-морфогенов обуславливает формирование переднего и заднего концов, правой и левой, дорсальной и вентральной сторон тела, а у артропод — ещё и разделение его на сегменты.
Данный процесс хорошо изучен на примере формирования передне-задней оси тела у плодовой мушки-дрозофилы (см. статью Эмбриогенез дрозофилы). Формирование переднего отдела тела этого животного (головы и торакса) происходит благодаря возникающей ещё в организме матери до оплодотворения повышенной концентрации на переднем конце яйца белка-морфогена bicoid, синтезируемого одноимённым геном. Этот белок подавляет синтез белка caudal, активирующего программу развития задней части тела, и одновременно вызывает экспрессию гена hunchback, связанного с сегментацией тела. У мутантов с «выключенным» геном bicoid на месте передних отделов тела формируется вторая задняя часть. При введении же продуктов гена bicoid в среднюю область яиц развивается личинка с передними структурами в центральной области и с задними структурами на полюсах яйца.
Система гомеозисных генов и соответствующих им белков у Bilateria исключительно консервативна. Несмотря на то, что общий предок птиц и насекомых жил примерно 670 миллионов лет назад, гомеозисные гены курицы сходны с аналогичными генами мухи-дрозофилы до такой степени, что являются функционально взаимозаменяемыми: развитие эмбриона мухи с соответствующими гомеозисными генами курицы, внедрёнными методами генной инженерии, протекает нормально.

## Эволюция
Существует две полярных точки зрения на время появления билатерий. Первая основана на данных палеонтологии, вторая — на данных молекулярных часов. Согласно первой, появление двусторонне-симметричных животных произошло незадолго до начала кембрия До 2020 года не было никаких убедительных свидетельств существования билатерий ранее 560 млн лет назад. В 2020 году был описан древнейший двусторонне-симметричный организм, Ikaria wariootia, чьи окаменелые остатки найдены в Южной Австралии, в породах, которые датируют 555 миллионами лет. С другой стороны, по данным молекулярных часов, билатерии появились значительно раньше — 600—650 млн лет назад. Отсутствие ископаемых свидетельств существования билатерий сторонники «молекулярной» версии объясняют тем, что ранние представители этой группы были микроскопическими и/или мягкотелыми существами, вероятность фоссилизации которых чрезвычайно низка.
Вполне вероятно, что именно развитие разнообразия билатерий в конце эдиакара — начале кембрия привело к кембрийскому взрыву — очень быстрому по эволюционным меркам (несколько десятков миллионов лет) появлению представителей почти всех современных типов животных в раннем кембрии (около 540—510 млн лет назад). Вероятно, первые билатерии имели центральную нервную систему, сквозную кишку и расположенные вокруг неё мышцы (возможно, сегментированные), что делает удобным как плавание, так и ползание или рытьё. Появление роющих и активно плавающих жизненных форм привело к развитию принципиально новых экологических ниш, значительному ускорению транспорта органических веществ и кислорода на большие глубины, что привело к ещё большему развитию биоразнообразия по механизму положительной обратной связи.
Билатерии вскоре после своего появления разделились на два эволюционных ствола — Protostomia (первичноротые) и Deuterostomia (вторичноротые). Их основным отличительным признаком считается способ формирования рта: у первичноротых рот развивается из бластопора (эмбрионального рта — отверстия первичной кишки на стадии гаструлы), а у вторичноротых рот не связан с бластопором. Первичноротые, в свою очередь, разделились на две крупные эволюционные линии — спиральные и линяющие.

## Комментарии
1. ↑  Подразумевается, что появление животных, обладающих всеми признаками билатерий, произошло после отделения ветви книдарий, но до разделения билатерий на главные подгруппы (либо Nephrozoa vs Xenacoelomorpha, либо первичноротые vs вторичноротые)